# Miracinonyx
Miracinonyx (guepardos americanos) es un género extinto de la familia Felidae, endémica de América del Norte durante el período Pleistoceno, once mil años atrás. Existió durante 1,8 millones de años aproximadamente.
Existieron al menos dos especies de felinos morfológicamente similares al guepardo moderno. Se conoce la existencia de estos animales, que habitaron América del Norte entre tres a diez millones de años hasta veinte mil años atrás, únicamente por fragmentos remanentes de esqueletos. Las dos especies identificadas son Miracinonyx inexpectatus y M. trumani. En ocasiones se incluye en la misma lista una tercera especie, M. studeri, aunque es considerada por la mayoría de los especialistas como un sinónimo de M. trumani. Ambas especies son similares al guepardo moderno, con rostros acortados y cavidades nasales expandidas para incrementar la capacidad de oxígeno, y patas adaptadas para correr a grandes velocidades. Sin embargo, estas similitudes parecen no haber sido heredadas de un ancestro común, sino resultantes de evolución paralela o convergente. 

## Taxonomía y evolución
La investigación acerca del guepardo americano ha sido contradictoria. Originalmente, se creía que era una especie de puma, pero en la década de 1970 se lo reclasificó como un pariente cercano del guepardo. Esto sugiere que los ancestros del guepardo provienen del linaje de los pumas en el continente americano y que migraron de regreso al Viejo Mundo, una afirmación repetida recientemente por Johnson et. al. (2006). Sin embargo, otras investigaciones llevadas a cabo por Barnett, en las que examinó el ADN mitocondrial de estos animales y volvió a analizar la morfología, sugieren revertir la reclasificación: el guepardo americano desarrolló características similares a las de los guepardos mediante evolución convergente, pero está relacionado de manera más cercana con el puma y no con los guepardos modernos de África y Asia. El supuesto origen americano del guepardo moderno es, por lo tanto, erróneo; sin embargo, se cree que evolucionó a partir de ancestros similares a los pumas, ya sea en el Viejo o el Nuevo Mundo. 
Se cree que el puma y M. trumani surgieron de un ancestro común, similar al puma, hace tres millones de años; el origen de M. inexpectatus es confuso, aunque es probable que sea una versión más primitiva de M. trumani.

## Miracinonyx trumani
M. trumani era el más similar a los verdaderos guepardos en lo que concierne a la morfología. Vivía en las praderas y las planicies del oeste de América, y era probablemente depredador de los animales ungulados de las Grandes Llanuras, tales como el antílope americano. En efecto, se cree que la amenaza de Miracinonyx fue la razón por la que los antílopes evolucionaron para correr a grandes velocidades: su velocidad máxima de 96 km/h es mucho más que la necesaria para huir de los depredadores americanos no extintos tales como los pumas y los lobos grises.
El parecido entre M. trumani y el guepardo es un ejemplo de paralelismo. A medida que las praderas fueron creciendo en tamaño en África, Eurasia y América del Norte, los felinos similares al puma de los tres continentes evolucionaron para poder atrapar a los herbívoros, más veloces que antes. Las garras de M. trumani, incluso, eran parcialmente retráctiles, para proveer una mayor estabilidad a grandes velocidades.

## Miracinonyx inexpectatus
M. inexpectatus era un animal parecido al puma, con un tamaño entre el del puma y el de M. trumani. Tenía garras totalmente retráctiles, y aunque se supone que era más rápido que el puma debido a su contextura delgada, también se cree que estaba mejor adaptado para trepar que M. trumani.